# شق غشاء البكارة
شق غشاء البكارة أو فتق البكارة أو بضع البكارة (بالإنجليزية: Hymenotomy)‏ هو إجراء طبي يتضمن جراحة إزالة أو فتح غشاء البكارة. وتجرى هذه العمليات للمريضات في حالات البكارة الرتقاء أو عندما يكون غشاء البكارة سميكاً أو جامداً خلافاً للوضع الطبيعي. ثمة حالات لا يحتوي الغشاء فيها أي فتحات، فيلجأ إلى هذا الإجراء الطبي لإحداث فتحات لتسهيل خروج دم الحيض. وفي الحالات التي تكون فيها الفتحات صغيرة جداً أو إن كانت الأربطة تحدّ من الوصول إلى فتحة المهبل يمكن للمرأة إجراء العملية لتسهيل عملية الإيلاج أثناء العلاقة الزوجية دون ألم، كما يمكنها إجراء عملية الشق في الحالات التي يكون فيها استخدام السدادات القطنية أثناء الدورة الشهرية مؤلماً. لا تتأثر عملية الجماع سلبياً بهذه العملية.